# Schwanenhals (Halterung)

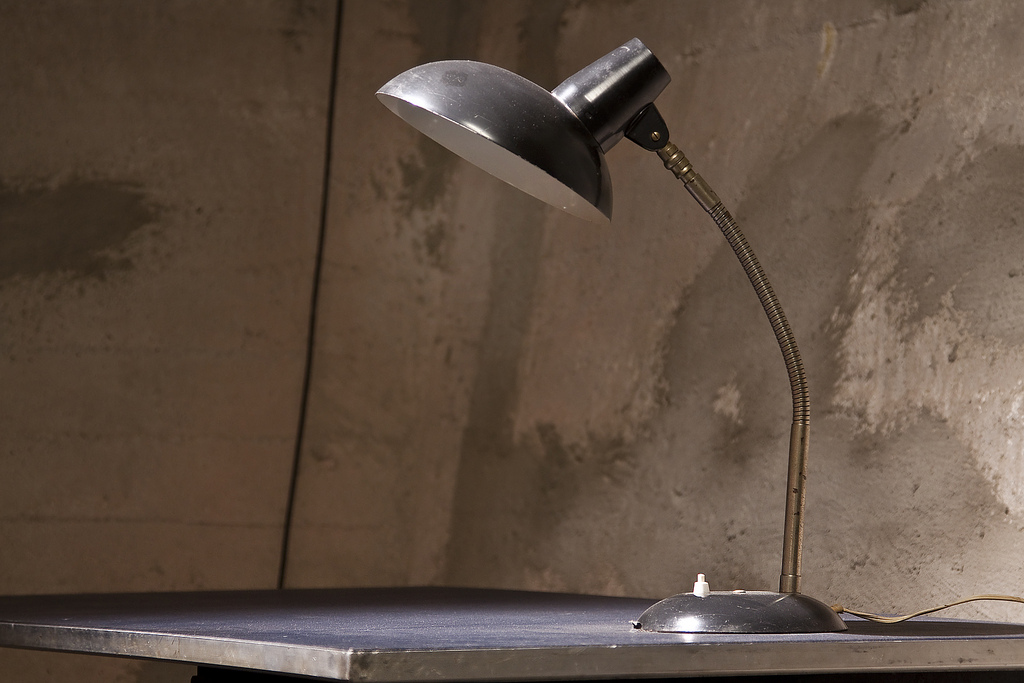
Leseleuchte mit Schwanenhals

Ein Schwanenhals oder Flexarm ist ein halbsteifes, biegsames Verbindungselement aus gewendeltem Metallschlauch. Ähnlich wie sein natürliches Vorbild kann er in beinahe jede Richtung gebogen werden und in jeder beliebigen Stellung verharren. Einsatzgebiete sind bewegliche Halterungen von Leuchten, Lupen, Mikrofonen usw. Durch die hohle Form des Schwanenhalses können im Innern zum Beispiel elektrische Zuleitungen oder Glasfaserleiter untergebracht werden.

## Aufbau

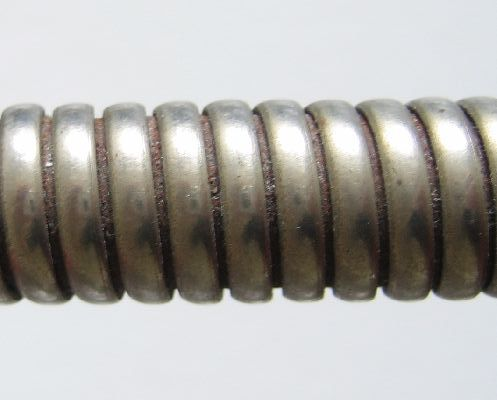
Detail der Schwanenhals-Halterung einer Leseleuchte

Ein Schwanenhals enthält im Inneren einen Draht mit rundem Querschnitt, der schraubenförmig zu einer Art Feder geformt wurde. Um diesen herum ist ein Draht mit dreikantigem Querschnitt gewickelt, so dass die Spitzen des Dreiecks jeweils zwischen den Runddrähten in die Innenspirale hineinragen. Wird der Schwanenhals in einer Richtung gebogen, so wird der Abstand zwischen den Runddrähten auf der Außenseite etwas größer und auf der Innenseite etwas kleiner. Entsprechend rutschen die Spitzen der Dreiecke außen zwischen die Runddrähte beziehungsweise werden sie innen herausgedrückt. Die Biegung des Schwanenhalses bleibt aufgrund der Reibung zwischen der inneren Spirale und der äußeren Umhüllung erhalten, so dass der Schwanenhals in der eingestellten Position verharrt.

## Anwendungen
Schwanenhälse werden als Halterung eingesetzt, wenn eine schnelle, frei positionierbare Ausrichtung notwendig ist.
Als Bestandteile von Lampen werden die Verbindungselemente auch Lichthalterschlauch genannt. Ihre hohe Flexibilität wird genutzt, um die Beleuchtung individuell auf die Bedürfnisse einzustellen. Die Stromversorgung für die Lampe erfolgt durch das Innere des Schwanenhalses. Gleiches gilt für beleuchtete Lupen, bei denen zusätzlich zur Leuchte das Vergrößerungsglas gehalten wird.
Typisch sind auch Anwendungen in der Faseroptik. Als Mikroskopbeleuchtung leiten Glasfaserbündel im Inneren des Schwanenhalses das Licht von einer Kaltlichtquelle gezielt zu dem zu untersuchenden Bereich. Zusätzliche Ständer oder Halterungen entfallen durch die starre Form des Schwanenhalses.
Im Automobil werden Schwanenhalskonstruktionen als Halterung von Navigationssystemen oder Mobiltelefonen eingesetzt. Der Hersteller Blaupunkt hat in den 1970er Jahren eine Reihe von Autoradios mit einem Bedienteil am Schwanenhals gefertigt; so die Modelle Berlin, Sylt und BEQ-S (Equalizer).
Zum Teil werden die flexiblen Arme auch verwendet, um Arbeiten an unzugänglichen Stellen durchzuführen. Magneten oder Greifer am Ende des Schwanenhalses können zum ‚Herausangeln‘ von Kleinteilen aus unzugänglichen Stellen verwendet werden, ein Spiegel oder eine Beleuchtung erlaubt Einblicke in versteckte Ecken. Ein Schwanenhals an einem Stabfeuerzeug ermöglicht das bequeme Anzünden an schwer zugänglichen Positionen.
Bei der Verwendung als Kühlmittelschlauch an Werkzeugmaschinen ist im Inneren des Schwanenhalses ein Schlauch eingezogen. Ein Flüssigkeitsstrahl kann so punktgenau dosiert werden. Heute wird Flüssigkeit oder Luft zum Kühlen und Spülen jedoch meist durch eine kugelgelenkartig zusammengesteckte Kette von Kunststoff-Formstücken (Gelenkschlauch) geleitet, die mit passender Haltekraft klemmend ihre Biegung beibehalten.

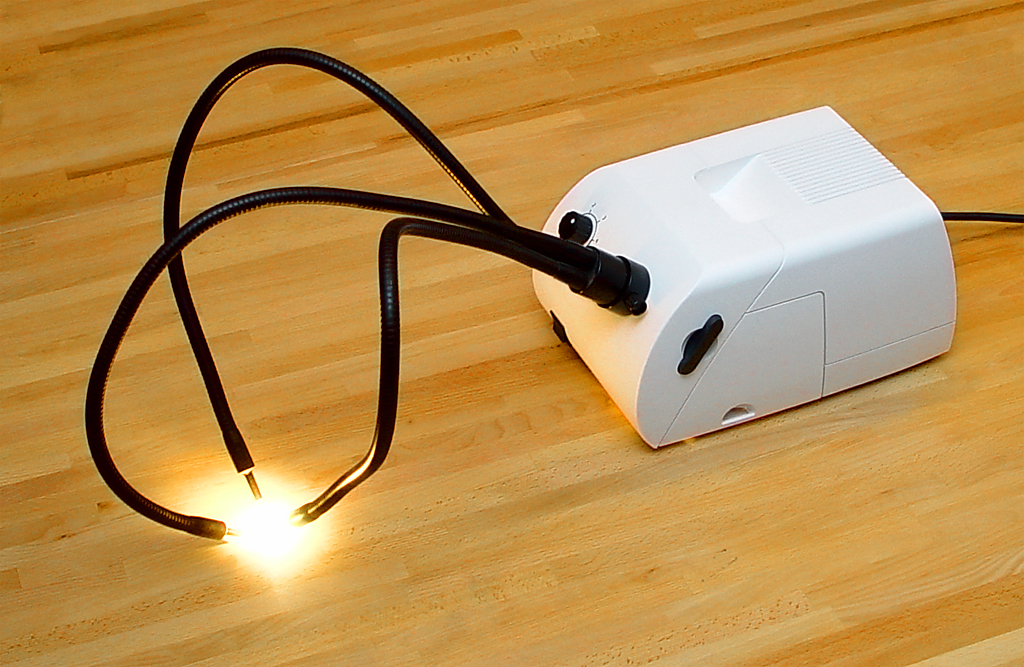
Kaltlichtquelle mit dreiarmigem Schwanenhals-Lichtleiter
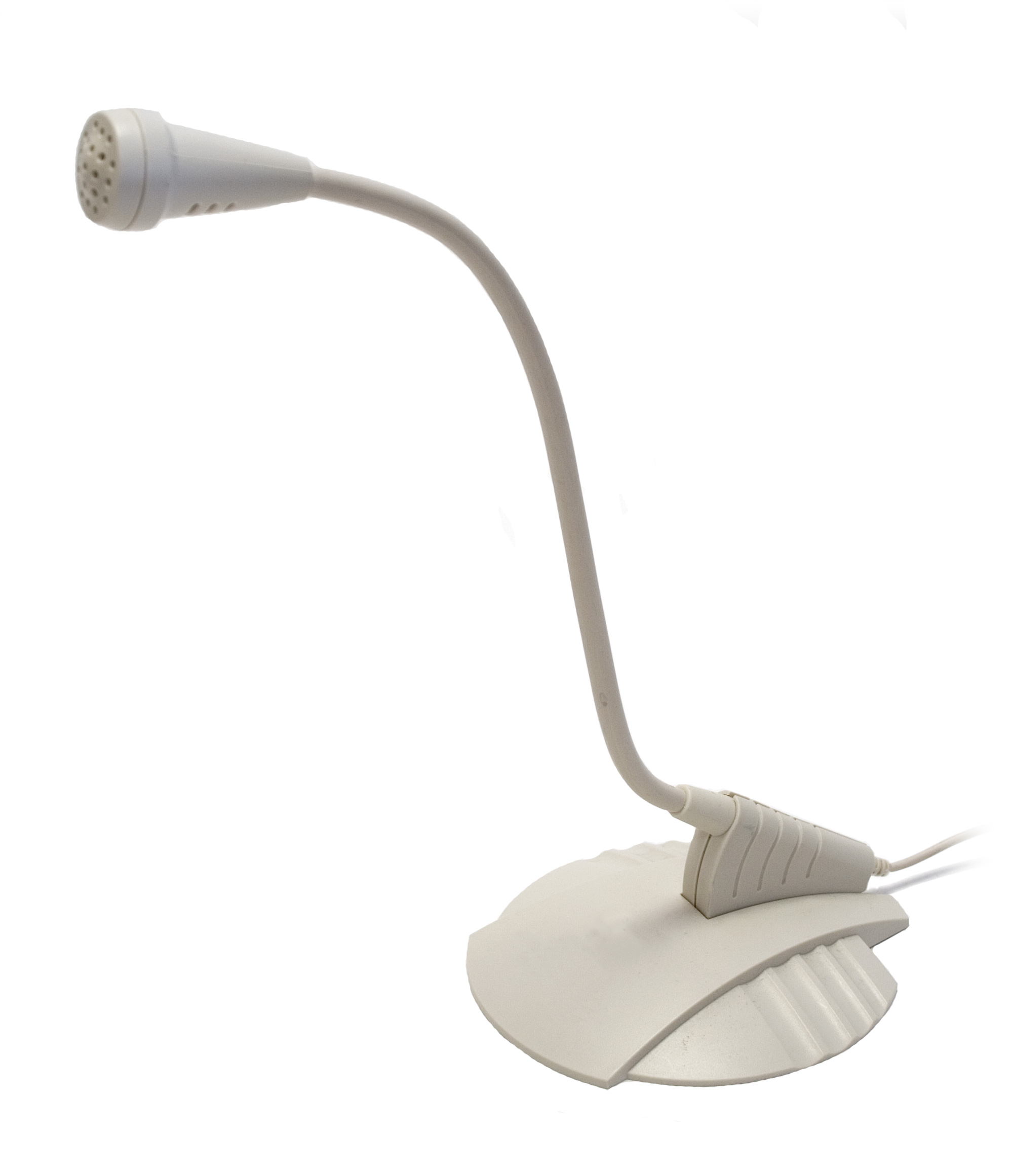
Tischmikrofon mit Schwanenhalshalterung
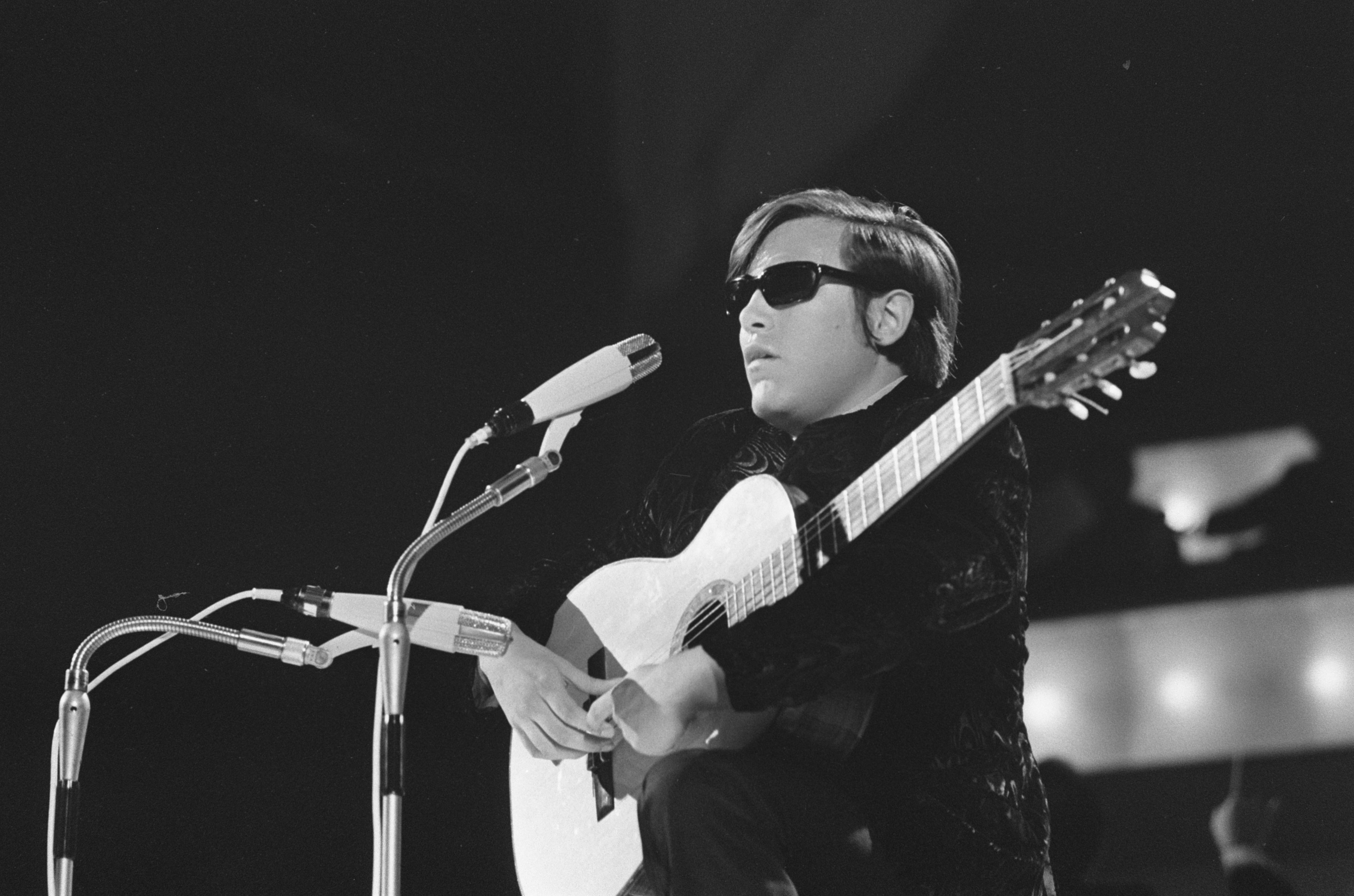
José Feliciano mit Gitarre und zwei an Schwanenhälsen befestigten Sennheiser MD 421-Mikrofonen (1970)
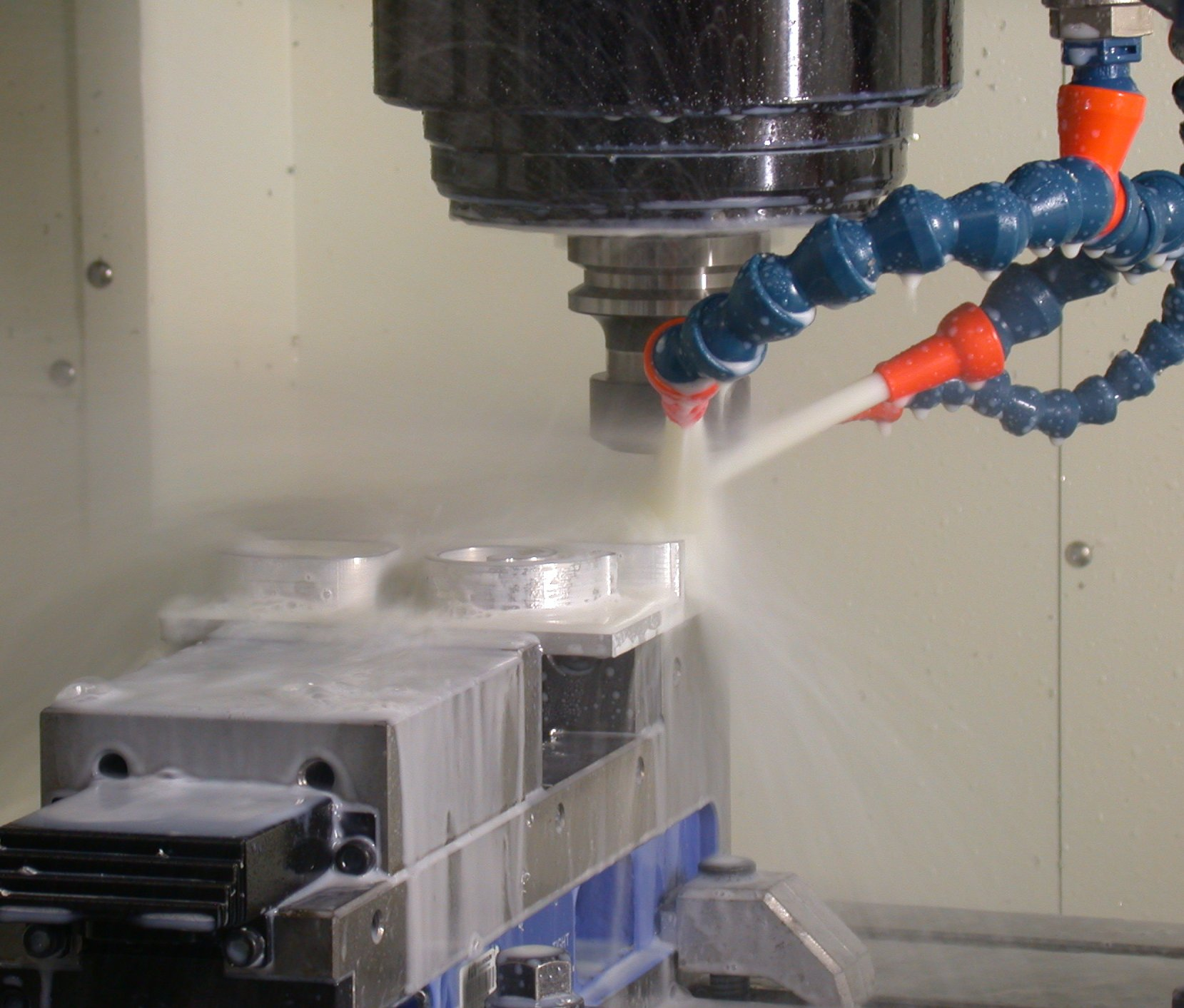
Werkzeugmaschine mit Gelenkschlauch für das Kühlschmiermittel